# Follow the Sun (serie televisiva)
Follow the Sun è una serie televisiva statunitense in 30 episodi trasmessi per la prima volta nel corso di una sola stagione dal 1961 al 1962.
È una serie d'avventura leggera ambientata alle Hawaii.

## Trama
Hawaii. Ben Gregory e Paul Templin sono due scrittori free lance che lavorano per periodici per i quali scrivono articoli di varia natura. I due si imbattono in varie avventure, romantiche e mondane, e ad aiutarli a districarsi sono la segretaria dei due, Kathy Richards, che lavora part time e nel resto del tempo studia e frequenta l'università di Honolulu, e il tenente della polizia locale, Frank Roper. Eric Jason è un ventenne amico dei due reporter per i quali si impegna a scovare sempre nuove storie.

## Personaggi e interpreti

### Personaggi principali
- Ben Gregory (30 episodi, 1961-1962), interpretato da Barry Coe.
- Paul Templin (30 episodi, 1961-1962), interpretato da Brett Halsey.
- Tenente Frank Roper (30 episodi, 1961-1962), interpretato da Jay Lanin.
- Kathy Richards (30 episodi, 1961-1962), interpretata da Gigi Perreau.
- Eric Jason (17 episodi, 1961-1962), interpretato da Gary Lockwood.

### Personaggi secondari
- Lila (2 episodi, 1962), interpretata da Lee Patrick.
- Kalua (2 episodi, 1961-1962), interpretato da Howard Caine.
- Sumarit (2 episodi, 1961), interpretato da Keye Luke.
- Albert (2 episodi, 1961), interpretato da Robert Vaughn.
- Colonnello Tarbi (2 episodi, 1961-1962), interpretato da James Yagi.
- Al Brand (2 episodi, 1961-1962), interpretato da Tom Palmer.
- Betty (2 episodi, 1961-1962), interpretato da Doris Edwards.
- Larry (2 episodi, 1961-1962), interpretato da Christopher Bowler.
- Dottor Kwai (2 episodi, 1961-1962), interpretato da Philip Ahn.
- Anne Beeler (2 episodi, 1961-1962), interpretata da Yvonne De Carlo.
- Native Girl (2 episodi, 1961-1962), interpretato da Daria Massey.
- Polly (2 episodi, 1961-1962), interpretata da Nobu McCarthy.
- Harry B. Hogan (2 episodi, 1961-1962), interpretato da Dennis O'Keefe.
- Abby Ellis (2 episodi, 1961), interpretata da Inger Stevens.
- Johnny Sadowsky (2 episodi, 1962), interpretato da David Janssen.
- Cappy Polk aka Johnny Pace (2 episodi, 1962), interpretato da Lee Tracy.

## Produzione
La serie fu prodotta da Anthony Wilson per la 20th Century Fox Television e girata nei 20th Century Fox Studios a Century City, Los Angeles, in California. Il tema musicale fu composto da Sonny Burke.

### Registi
Tra i registi sono accreditati:
- Felix E. Feist in 4 episodi (1961-1962)
- Ted Post in 2 episodi (1961)
- Robert Butler in 2 episodi (1962)

### Sceneggiatori
Tra gli sceneggiatori sono accreditati:
- Ellis Kadison in 3 episodi (1961-1962)
- Albert Beich in 2 episodi (1961-1962)

## Distribuzione
La serie fu trasmessa negli Stati Uniti dal 17 settembre 1961 all'8 aprile 1962 sulla rete televisiva ABC.
Altre distribuzioni:
- in Francia il 14 marzo 1965 (Ombres sur le soleil)
- in Germania Ovest il 18 gennaio 1966 (Unter heißem Himmel)
- in Argentina (La ruta del sol)
- in Finlandia (Suuntana aurinko)

## Episodi
| Stagione       | Episodi | Prima TV USA |
| -------------- | ------- | ------------ |
| Prima stagione | 30      | 1961-1962    |